# 宋良华
宋良华（1959年—），四川成都人，汉族，中华人民共和国政治人物、第十二届全国人民代表大会四川地区代表。
毕业于四川省委党校法律专业。加入中国民主建国会。任四川省资阳市政协副主席、民建资阳市委主委、资阳市环保局副局长。2008年起担任全国人大代表。2013年，担任全国人大代表。